# Rio Vouga (São Tomé)
Rio Vouga é uma aldeia de São Tomé e Príncipe, localiza-se ao Norte, no distrito da Lobata, ilha de São Tomé, próxima às localidades de Mesquita, Santarém Castanhede e Gratidão.